# 2002
Rok 2002 (MMII) gregoriánského kalendáře začal v úterý 1. ledna a skončil v úterý 31. prosince.

## Události

### Česko

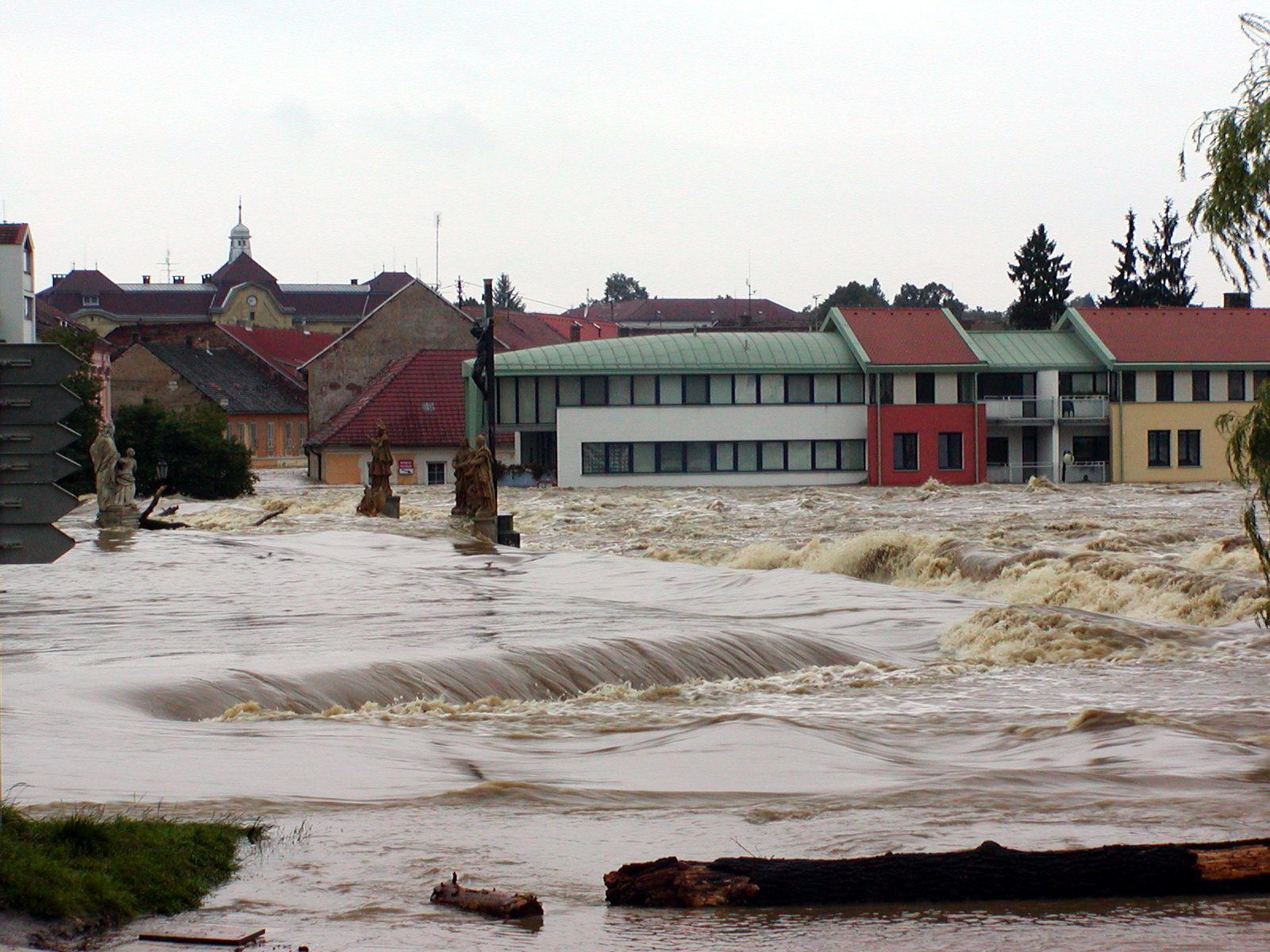
Most v Písku, který byl během povodně zcela pod vodou a byl i značně poškozen

- únor – Vznikla česká Liberální reformní strana.
- 3. května byla založena česká Wikipedie.
- 10. června byl zahájen zkušební provoz prvního bloku Jaderné elektrárny Temelín.
- 14. června a 15. června – Ve volbách do Poslanecké sněmovny Parlamentu zvítězila ČSSD se ziskem 30,2 % hlasů.
- 12. července – Prezident Václav Havel jmenoval Vladimíra Špidlu předsedou vlády.
- 12. a 13. července se konal první ročník hudebního festivalu Colours of Ostrava.
- 15. července – Prezident Václav Havel jmenoval vládu Vladimíra Špidly, kterou tvořila koalice ČSSD, KDU-ČSL a US-DEU
- 7.–16. srpna – Při povodních zemřelo 17 osob.
- 29. srpna vyšla světoznámá česká hra Mafia The City Lost Heaven.
- 14. listopadu – První dochovaná editace na České Wikipedii[1]
- 21.–22. listopadu se konal summit Severoatlantické aliance v Praze.
- 31. prosince ve 24:00 hodin přestaly v České republice existovat okresní úřady, jejichž pravomoc přešla od 1. ledna 2003 na obce s rozšířenou působností.

### Svět
- 1. ledna začalo druhé funkční období, kdy je Kofi Annan ve funkci generálního tajemníka OSN
- 17. ledna – Při mohutné erupci sopky Nyiragongo v Demokratické republice Kongo zahynulo okolo 250 osob a více než 120 tisíc lidé přišlo o své domovy.
- 23. ledna – Článek v deníku Gazeta Wyborcza odstartoval aféru lovců kůží.
- 12. února – V Haagu začal soudní proces se Slobodanem Miloševićem.
- 8.–24. února – Zimní olympijské hry 2002 v Salt Lake City
- 28. únor – 20. července 2003 – zasedal Konvent o budoucnosti Evropy
- 27. března – Při sebevražedném teroristickém útoku v izraelské Netanji přišlo o život třicet civilistů a dalších 140 bylo zraněno.
- 4. dubna – Podpisem mírové smlouvy skončila občanská válka v Angole.
- duben – nastala vzácná velká konjunkce, při níž byly Saturn, Jupiter, Mars, Venuše a Merkur všechny zároveň viditelné na severozápadní obloze těsně po soumraku
- 25. dubna – Z kosmodromu Bajkonur odstartovala k ISS vesmírná loď Sojuz, na jejíž palubě byl mimo jiné i druhý vesmírný turista Jihoafričan Mark Shuttleworth
- 6. května – Jean-Pierre Raffarin se stal francouzským premiérem.
- 20. května – Východní Timor vyhlásil nezávislost na Indonésii.
- 31. května – 30. června – V Jižní Koreji a Japonsku proběhlo Mistrovství světa ve fotbale.
- 16. června – Papež Jan Pavel II. prohlásil Patera Pia jako Svatého Pia z Pietrelciny
- 23.– 28. července proběhly Světové dny mládeže v Torontu.
- 27. července – Při letecké přehlídce na letišti Daniela Haličského ve Lvově havaroval letoun Suchoj Su-27, v důsledku čehož zemřelo 77 lidí a přes 500 jich bylo zraněno.
- 19. srpna – Skupina čečenských separatistů sestřelila ruský vrtulník Mil Mi-26, což si vyžádalo smrt 127 ruských vojáků.
- 23.– 26. října – teroristický útok na moskevské divadlo na Dubrovce
- 21. listopadu se stal Viktor Janukovyč ukrajinským premiérem.
- 11. prosinec – nová varianta rakety Ariane 5 musela být krátce po startu zničena.
- 12. prosince byl spuštěn Wikislovník.
- 14. prosince – Hans Enoksen, zvolen grónským premiérem.
- 31. prosince – Microsoft ukončil podporu Windows 95.
- Hamíd Karzáí se stal prezidentem Afghánistánu
- Mikuláš Dzurinda sestavil po volbách svoji druhou vládu
- první zasedání hlav státu Africké unie, čímž byla činnost nové organizace oficiálně zahájena.
- byla zrušena Organizace africké jednoty.
- konec občanské války v Sierra Leone.

## Vědy a umění
- 1. ledna – Vznikla Fakulty informačních technologií na Vysokém učení technickém v Brně.
- 4. června – Američtí astronomové Chad Trujillo a Michael E. Brown objevili transneptunické těleso Quaoar.
- 22. listopadu – 40 let po první "bondovce" šel do kin další film s Jamesem Bondem, agentem 007 Dnes neumírej (Die Another Day).

### Filmy
- 8 žen
- Pán prstenů: Dvě věže

### Další
- vila Tugendhat byla zapsána do listiny UNESCO; Brno
- založena Abelova cena

## Nobelova cena
- Nobelova cena za fyziku – Raymond Davis mladší, Masatoši Košiba
- Nobelova cena za chemii – Kurt Wüthrich, John Bennett Fenn, Kóiči Tanaka
- Nobelova cena za fyziologii a lékařství – Sydney Brenner, H. Robert Horvitz, John Sulston
- Nobelova cena za literaturu – Imre Kertész
- Nobelova cena za mír – Jimmy Carter
- Nobelova pamětní cena za ekonomii – Daniel Kahneman, Vernon L. Smith

## Narození

### Česko
- 23. ledna – Jakub Krejčí, vodní slalomář
- 4. února – Anna Čežíková, sáňkařka
- 17. února – Sára Korbelová, herečka
- 19. února – Šimon Mareček, orientační běžec
- 22. února – David Pech, fotbalista
- 14. března – Marek Icha, fotbalista
- 23. března – Adam Stejskal, fotbalový brankář
- 02. dubna – Lukáš Richtr, orientační běžec
- 12. dubna – Matěj Gregor, politik
- 26. dubna – Nick Malík, hokejový brankář amerického původu
- 30. dubna – Alina Chamzina, moderní gymnastka
- 16. května – Jiří Minařík, rychlostní kanoista
- 18. května
  - Jan Kolář, vzpěrač, silový trojbojař, politik a aktivista
  - Václav Sejk, fotbalista
- 10. června – Filip Řeháček, motocyklový závodník
- 12. června – Mathias Vacek, silniční cyklista a běžec na lyžích
- 19. června – Jakub Konečný, hokejista
- 24. června – Jan Myšák, lední hokejista
- 13. července – Lukáš Horníček, fotbalový brankář
- 20. července – Dušan Kouřil, automobilový závodník
- 25. července – Adam Hložek, fotbalista
- 4. srpna – Filip Forman, florbalista
- 28. září – Natálie Grossová, zpěvačka a herečka
- 02. října – Dalibor Svrčina, tenista
- 17. října – Vanessa Rebecca Keprtová, florbalistka
- 29. října – Pavel Bittner, silniční cyklista

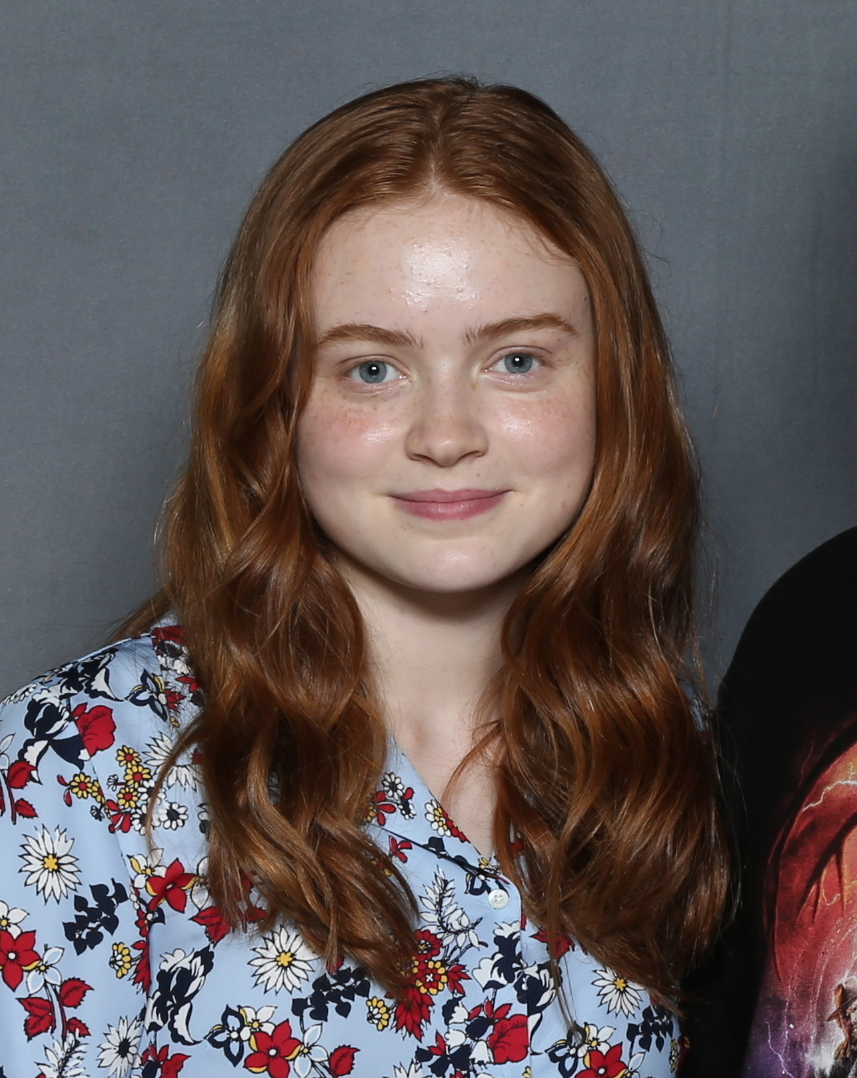
Sadie Sink (* 16. dubna)

### Svět
- 14. ledna – John-Jason Peterka, německý lední hokejista
- 18. ledna
  - Ki-Jana Hoever, nizozemský fotbalista
  - Anastasija Zacharovová, ruská tenistka
- 23. ledna
  - Luca Stanga, italský fotbalista
  - Joško Gvardiol, chorvatský fotbalista
  - Nicola Zalewski, polský fotbalista
- 03. února – Radu Drăgușin, rumunský fotbalista
- 11. února – Liam Lawson, novozélandský jezdec F1
- 17. února – Kelly Sildaruová, estonská akrobatická lyžařka
- 21. února – Marcus a Martinus Gunnarsen, norské popové hudební duoMarta Kosťuková (* 28. června)

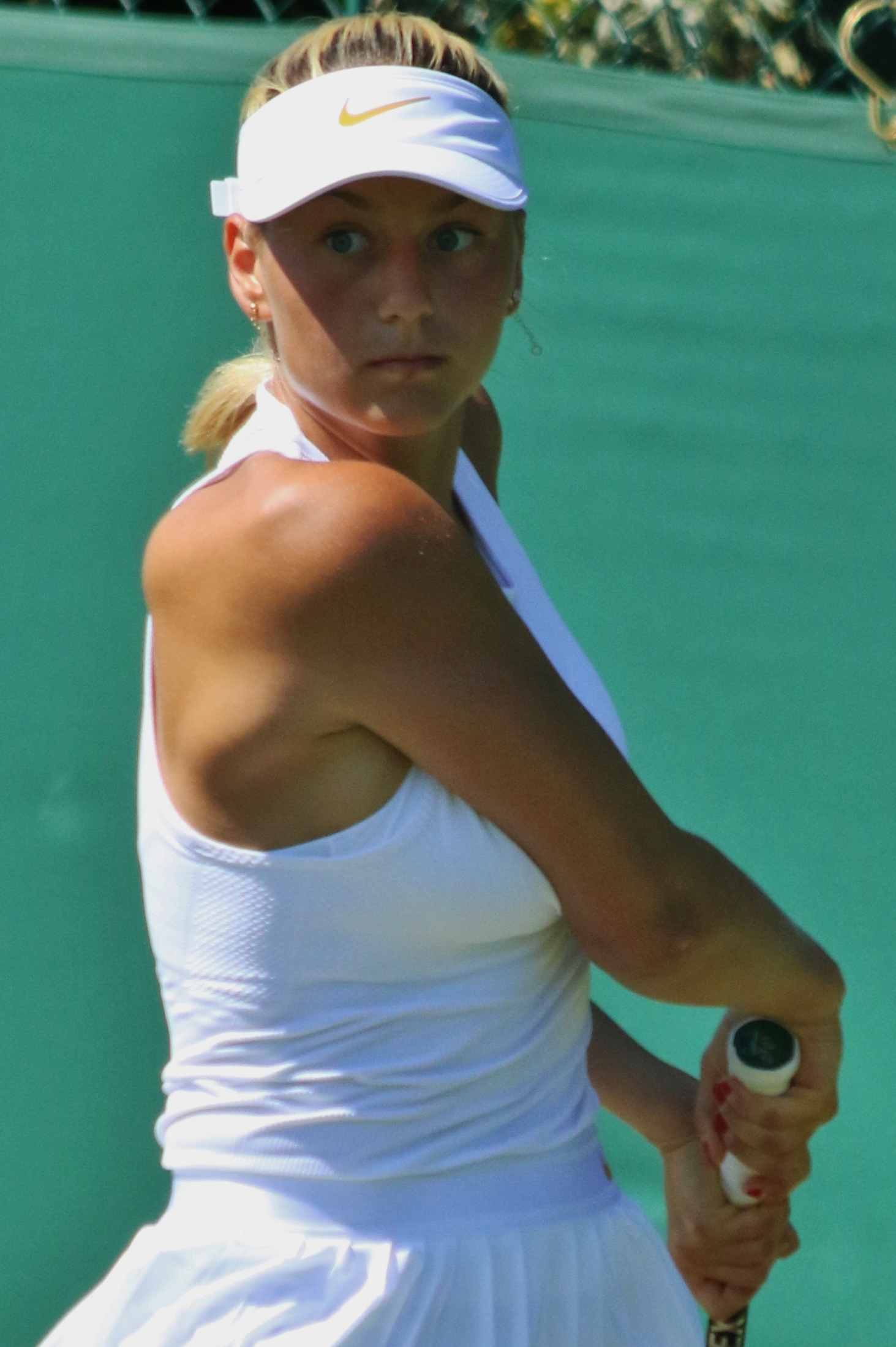
Marta Kosťuková (* 28. června)

- 23. února – Emilia Jones, britská herečka, zpěvačka a textařka
- 15. ledna – Tim Stützle, německý lední hokejista
- 03. března – Keely Hodgkinsonová, britská atletka, běžkyně
- 15. března – Sakura Josozumiová, japonská skateboardistka
- 16. března
  - Isabelle Allen, britská herečka
  - Arnaud De Lie, belgický silniční cyklista
- 27. března – Darija Snigurová, ukrajinská tenistka
- 29. března – Viktória Čerňanská, slovenská bobistka
- 08. dubna – Skai Jackson, americká herečka
- 16. dubna – Sadie Sink, americká herečka

- 17. dubna – Whitney Osuigweová, americká tenistka
- 17. dubna - Gro Randby, norská biatlonistka
- 18. dubna – Xiye Bastidová, mexicko-chilská klimatická aktivistka
- 19. dubna – Magnus Sheffield, americký silniční cyklista

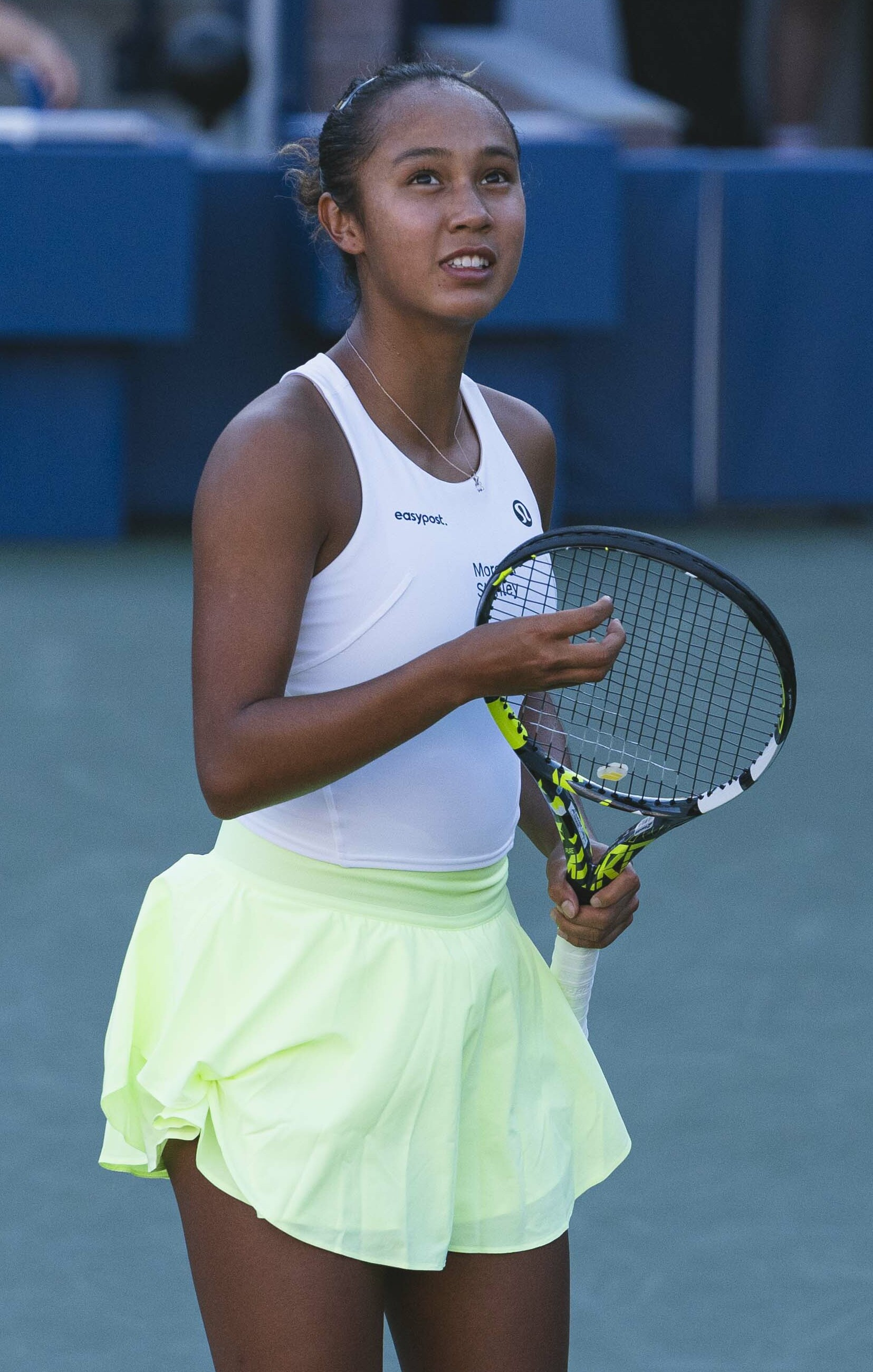
Leylah Fernandezová (* 6. září)

- Leylah Fernandezová (* 6. září)25. dubna – Futaba Itó, japonská sportovní lezkyně
- 27. dubna – Anthony Elanga, švédský fotbalista
- 06. května – Cole Palmer, anglický fotbalista
- 18. května – Alina Zagitovová, ruská krasobruslařka tatarského původu
- 25. května – Campbell Wright, americký biatlonista

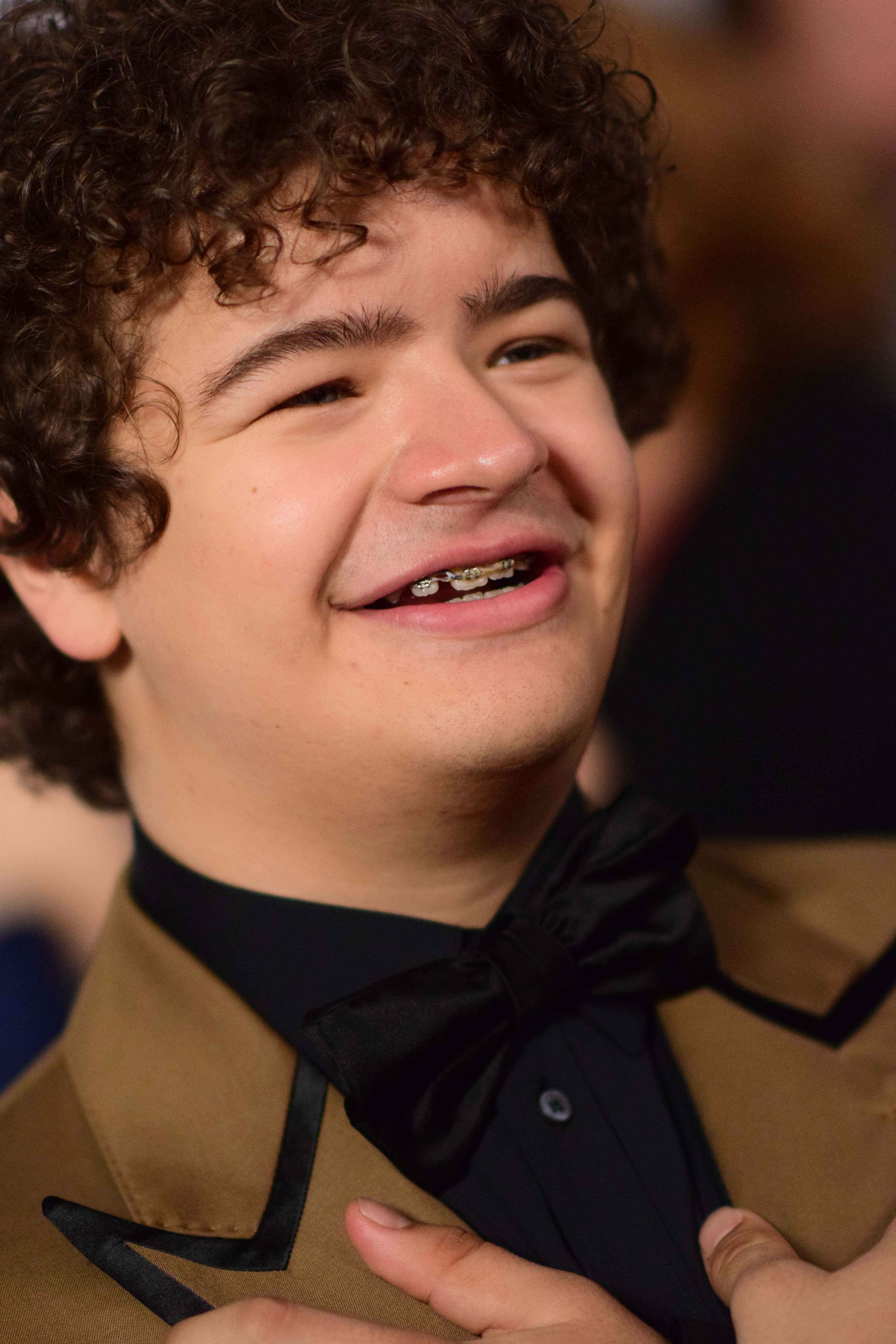
Gaten Matarazzo (* 8. září)

- Gaten Matarazzo (* 8. září)27. května – Jérémy Doku, belgický fotbalista
- 05. června – Lewis MacDougall, skotský filmový herec
- 08. června – Eloise Oranžsko-Nasavská, první dítě a dcera princ Constantijna a princezny Laurentien Nizozemské
- 25. června – Benson Boone, americký zpěvák
- 28. června – Marta Kosťuková, ukrajinská tenistka
- 14. července – Davit Niniashvili, gruzínský ragbista
- 18. července – David Čerňanský, slovenský hráč Counter-Strike
- 19. července – Fábio Silva, portugalský fotbalista
- 22. července – Felix Dánský, syn dánského prince Joachima
- 07. srpna – Samuel Kňažko, slovenský hokejista
- 16. srpna – Dominic Stricker, švýcarský tenista
- 20. srpna – Tommaso Menoncello, italský ragbista
- 30. srpna – Fábio Carvalho, portugalský fotbalista
- 05. září
  - Lucas Bergström, finský fotbalový brankář
  - Einár, švédský rapper († 21. října 2021)
- 06. září – Leylah Fernandezová, kanadská tenistka

- 08. září – Gaten Matarazzo, americký herec

- 16. září – Juan Ayuso, španělský silniční cyklista
- 17. září – Elina Avanesjanová, ruská tenistka
- 24. září – Jéssica Bouzasová Maneirová, španělská tenistka
- 27. září – Jenna Ortega, americká herečka
- 28. září – Mykolas Alekna, litevský atlet, kladivář
- 30. září – Maddie Ziegler, americká tanečnice, herečka a modelka
- 06. října – Cleopatra Stratan, moldavsko-rumunská zpěvačka
- 08. října – Čeng Čchin-wen, čínská tenistka
- 09. října – Ben Shelton, americký tenista
- 23. října – Alberto Ginés López, španělský sportovní lezec

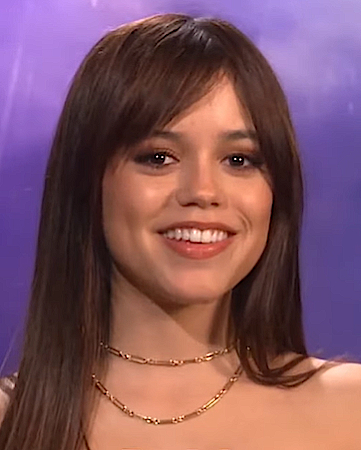
Jenna Ortega (* 27. září)

- Jenna Ortega (* 27. září)31. října – Ansu Fati, španělský fotbalista
- 10. listopadu – Eduardo Camavinga, francouzský fotbalista
- 12. listopadu – Tino Livramento, anglický fotbalista
- 13. listopadu
  - Giovanni Reyna, americký fotbalista
  - Emma Raducanuová, anglická tenistka
- 25. listopadu – Pedri, španělský fotbalista
- 21. prosince – Clara Tausonová, dánská tenistka
- 23. prosince – Finn Wolfhard, kanadský herec
- 31. prosince – Luke Lamperti, americký silniční cyklista
- neznámé datum
  - Logan Polish, americká herečka
  - Vanda Michalková, slovenská sportovní lezkyně

## Úmrtí

### Česko

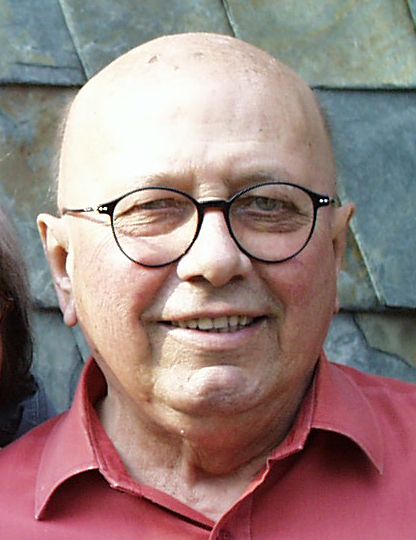
Stanislav Libenský († 24. února)

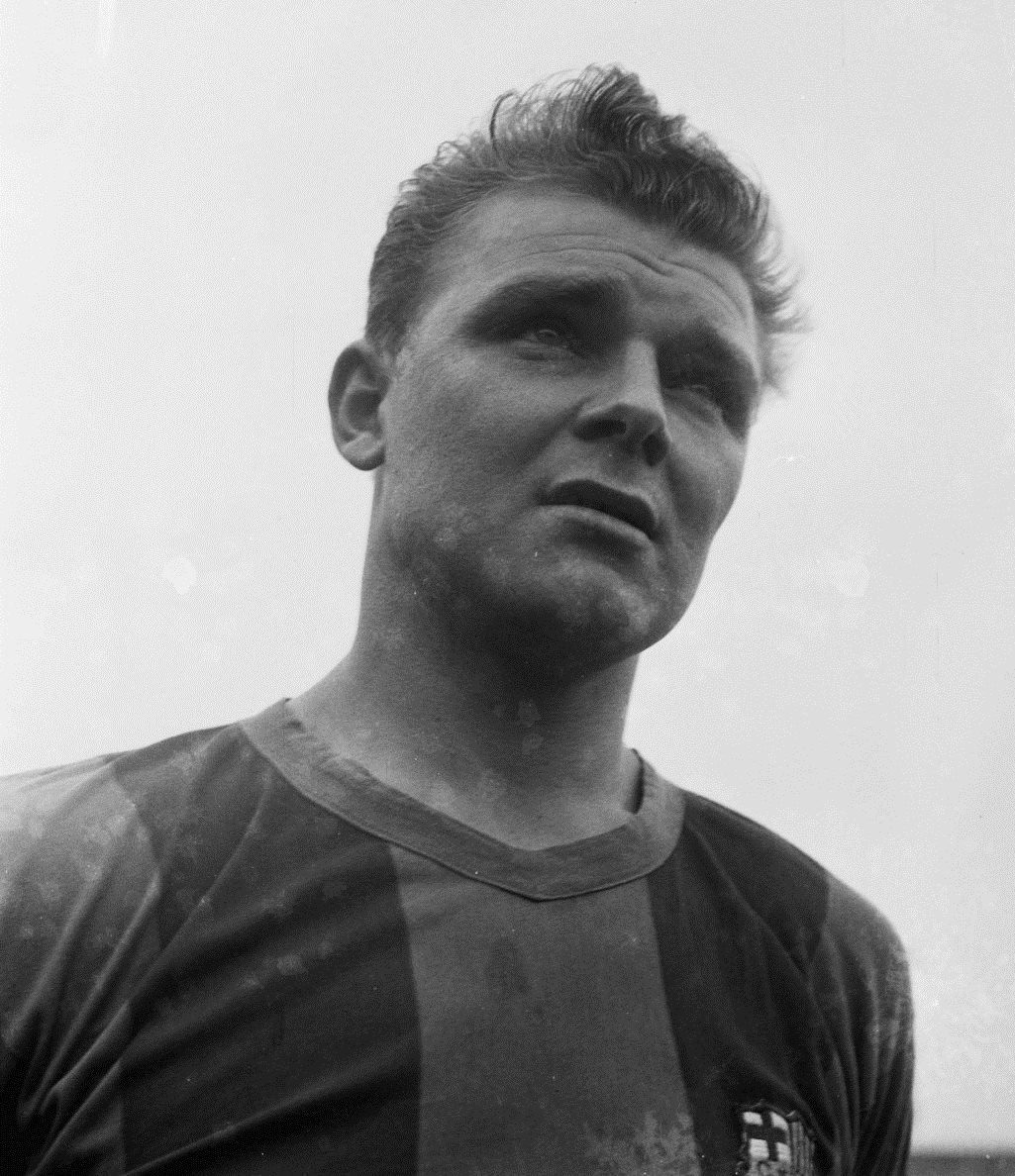
Ladislav Kubala († 17. května)

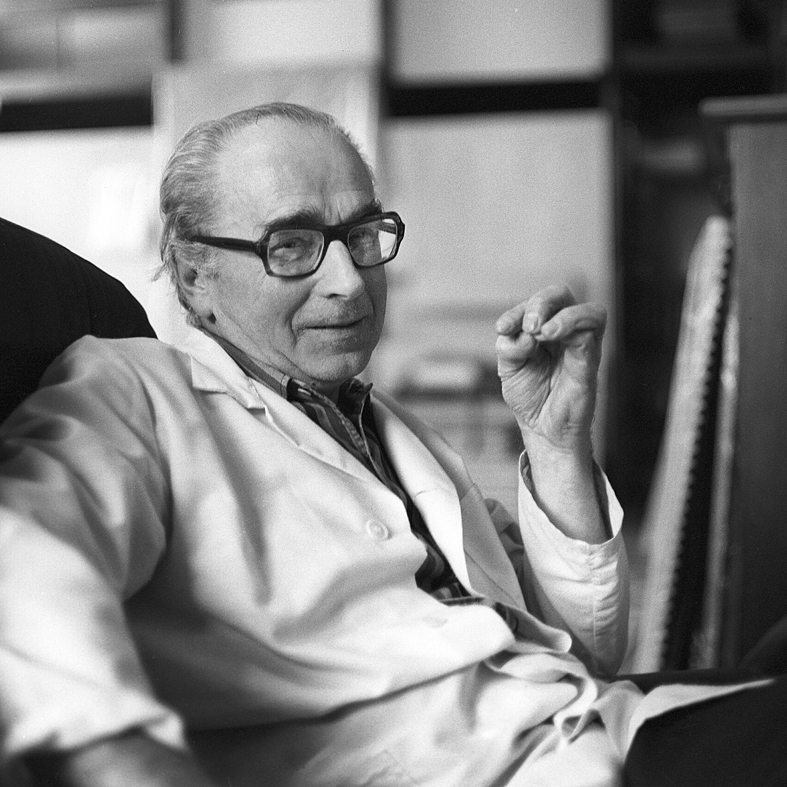
Jiří Kolář († 11. srpna)

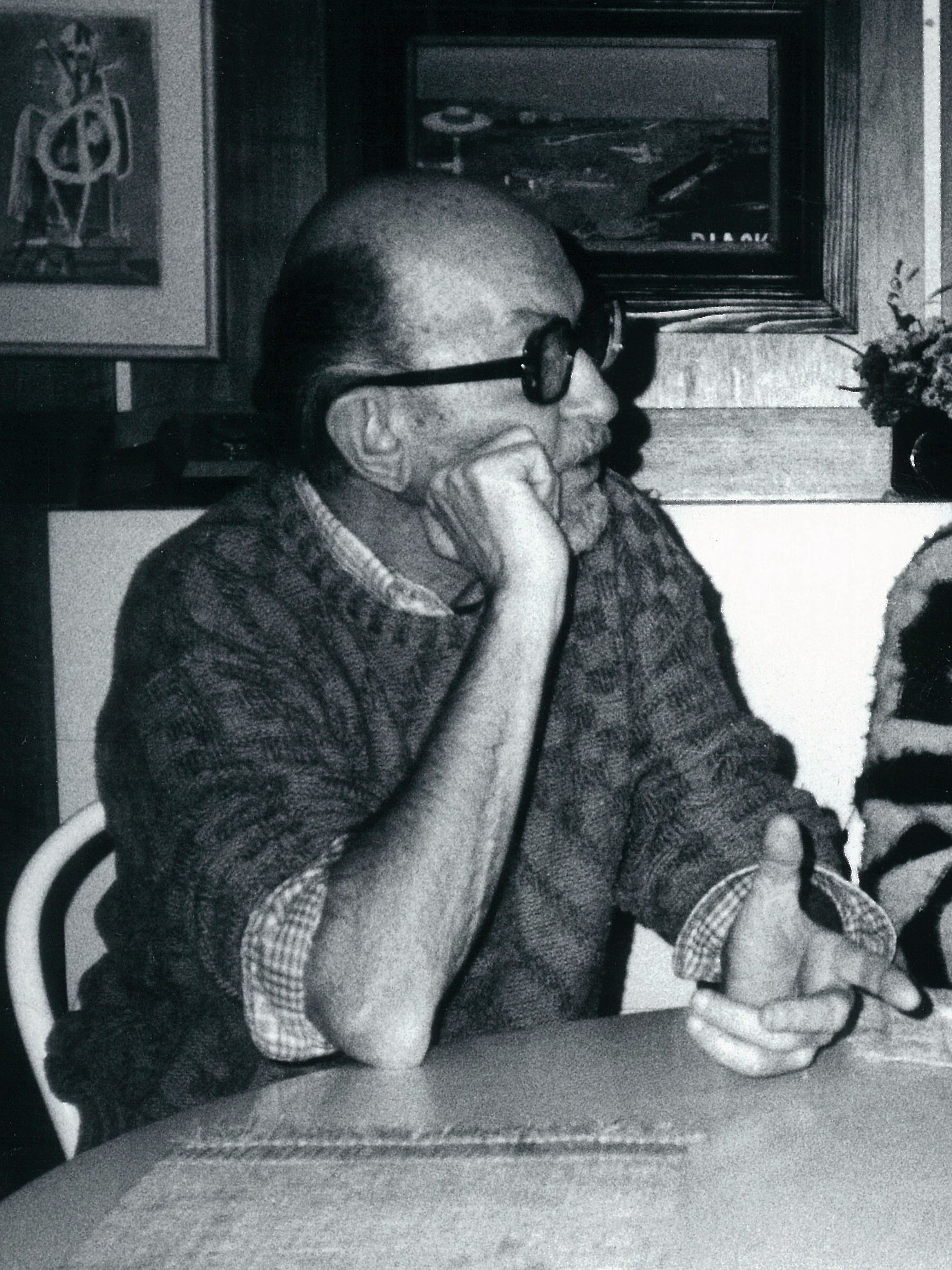
Miloš Macourek († 30. září)

- 07. ledna – Vladimír Panoš, krasový badatel a letec RAF (* 2. července 1922)
- 16. ledna
  - Ivan Lesný, lékař a spisovatel (* 8. listopadu 1914)
  - Bohumil Pavlok, spisovatel (* 22. listopadu 1922)
- 20. ledna
  - Kornel Smržík, československý pedagog, básník, výtvarník a politik (* 9. června 1939)
  - Jiří Hlaváček, mykolog (* 30. srpna 1927)
- 22. ledna – Miroslav Adámek, malíř, grafik a ilustrátor (* 18. února 1957)
- 26. ledna – Vilém Lamparter, herec (* 20. ledna 1924)
- 29. ledna – Jarmila Beránková, herečka (* 15. května 1919)
- 04. února – Helena Friedrichová, herečka (* 19. června 1955)
- 06. února – Mirko Pašek, spisovatel, cestovatel a reportér (* 21. června 1910)
- 09. února – Dobroslav Líbal, historik architektury (* 15. října 1911)
- 11. února – Josef Větrovec, herec (* 5. března 1922)
- 23. února – Záviš Bochníček, astronom (* 20. dubna 1920)
- 24. února – Stanislav Libenský, sklářský výtvarník a sochař (* 27. března 1921)
- 25. února – Pravomil Raichl, protifašistický a protikomunistický bojovník (* 31. ledna 1921)
- 05. března – Jan Kalous, fotbalový reprezentant (* 12. března 1922)
- 14. března – Josef Štefl, herec (* 17. listopadu 1923)
- 15. března – Josef Macur, právník (* 5. července 1928)
- 21. března – Zdeněk Chlup, architekt a politik (* 7. února 1921)
- 22. března – Jaroslav Cejp, fotbalový reprezentant (* 7. dubna 1924)
- 23. března – Jan Kotík, malíř (* 4. ledna 1916)
- 02. dubna – Vladimír Černík, tenista (* 9. července 1917)
- 03. dubna – Vladimír Paul, soudce Ústavního soudu (* 17. dubna 1924)
- 05. dubna – Karel Nepraš, sochař, kreslíř, grafik (* 2. dubna 1932)
- 08. dubna – Josef Svoboda, scénograf (* 10. května 1920)
- 10. dubna – Josef Melč, rozhlasový režisér (* 22. ledna 1934)
- 12. dubna – Jiřina Sedláčková, herečka, zpěvačka a manekýnka (* 14. května 1914)
- 16. dubna – Zdeněk Bonaventura Bouše, teolog, liturgista a překladatel (* 16. května 1918)
- 20. dubna – Vlastimil Brodský, herec (* 15. prosinec 1920)
- 24. dubna – Zdeněk Šejnost, akademický sochař, pedagog, restaurátor plastik a malíř (* 28. srpna 1921)
- 26. dubna – Přemysl Blažíček, literární historik a kritik (* 16. dubna 1932)
- 30. dubna – Karel Milota, spisovatel, básník, prozaik a překladatel (* 16. září 1937)
- 01. května – Karel Ptáčník, spisovatel (* 27. srpna 1921)
- 05. května
  - Čestmír Vycpálek, fotbalista a trenér (* 15. května 1921)
  - František Vodsloň, politik (* 16. března 1906)
- 17. května – Ladislav Kubala, fotbalový reprezentant (* 10. června 1927)
- 23. května – Vladimír Karbusický, muzikolog, folklorista, sociolog a historik (* 9. dubna 1925)
- 26. května – Eduard Tomáš, mystik, jogín a spisovatel (* 25. listopadu 1908)
- 28. května – Pavel Taska, slezský malíř, zaměřený na realistickou krajinnou malbou (* 8. listopadu 1909)
- 29. května – Dagmar Berková, malířka (* 6. června 1922)
- 22. června – Josef Hanzal, historik, archivář (* 11. června 1934)
- 30. června
  - Alois Honěk, lékař a houslař (* 25. října 1911)
  - Josef Buršík, československý generál (* 11. září 1911)
- 09. července – Jiří Jobánek, středoškolský učitel a spisovatel (* 19. srpna 1923)
- 21. července – Stanislav Sedláček, historik, proděkan filosofické fakulty Univerzity Palackého v Olomouci (* 5. května 1919)
- 23. července
  - Jaroslav Ježek, průmyslový designér (* 26. leden 1923)
  - Jan Pohl, kněz, papežský prelát (* 15. února 1921)
- 25. července – Jaroslav Plichta, psycholog, speciální pedagog a dramaturg (* 10. července 1929)
- 31. července – Slávka Budínová, herečka (* 21. dubna 1924)
- 04. srpna – Ota Ornest, divadelní režisér a herec (* 6. července 1913)
- 11. srpna – Jiří Kolář, básník a výtvarník (* 24. září 1914)
- 14. srpna – Peretz Beda Mayer, izraelský malíř českého původu (* 5. března 1906)
- 23. srpna – Vladimír Svitáček, herec, scenárista a režisér (* 17. února 1921)
- 24. srpna – Vladimír Komárek, malíř, grafik, ilustrátor a pedagog (* 10. srpna 1928)
- 06. září – Rudolf Doležal, sochař (* 19. července 1916)
- 07. září – Alexej Pludek, spisovatel (* 29. ledna 1923)
- 08. září – Jaroslav Pavliš, výtvarník a fotograf (* 6. května 1951)
- 13. září – Felix Holzmann, komik a bavič (* 8. července 1921)
- 16. září – Jiří Javorský, tenista (* 9. února 1932)
- 23. září – Zdeněk Poleno, lesnický odborník a pedagog (* 30. dubna 1921)
- 27. září – Ivan Jelínek, novinář a spisovatel (* 6. června 1909)
- 30. září – Miloš Macourek, básník, dramatik a filmový scenárista (* 2. prosince 1926)
- 01. října – Ladislav Votruba, stavební inženýr-vodohospodář (* 6. května 1914)
- 04. října – Hana Prošková, spisovatelka (* 30. listopadu 1924)
- 14. října – Gabriela Wilhelmová, herečka (* 19. ledna 1942)
- 18. října – Bohuslav Jan Horáček, mecenáš (* 1. prosince 1924)
- 20. října
  - Martin Strnad, trenér ledního hokeje, sportovec a pedagog (* 8. listopadu 1914)
  - Jiří Tlustý, inženýr a vědec v oblasti strojařského výzkumu (* 5. ledna 1921)
- 7. listopadu – Ivo Chlupáč, geolog a paleontolog (* 6. prosince 1931)
- 16. listopadu – Karel Cop, scenárista dramaturg (* 14. září 1930)
- 04. prosince – Milan Maryška, filmový dokumentarista, režisér a fotograf (* 23. března 1943)
- 05. prosince – Jindřich Nečas, matematik (* 14. prosince 1929)
- 06. prosince – Marie Holková, katolická spisovatelka a překladatelka (* 21. května 1908)
- 12. prosince – Věra Gabrielová, herečka a fotografka (* 21. února 1919)
- 15. prosince – Vlastimil Ševčík, právník, ústavní soudce a politik (* 2. září 1927)
- 24. prosince – Ivan Slavík, básník, spisovatel, překladatel a editor (* 23. ledna 1920)

### Svět

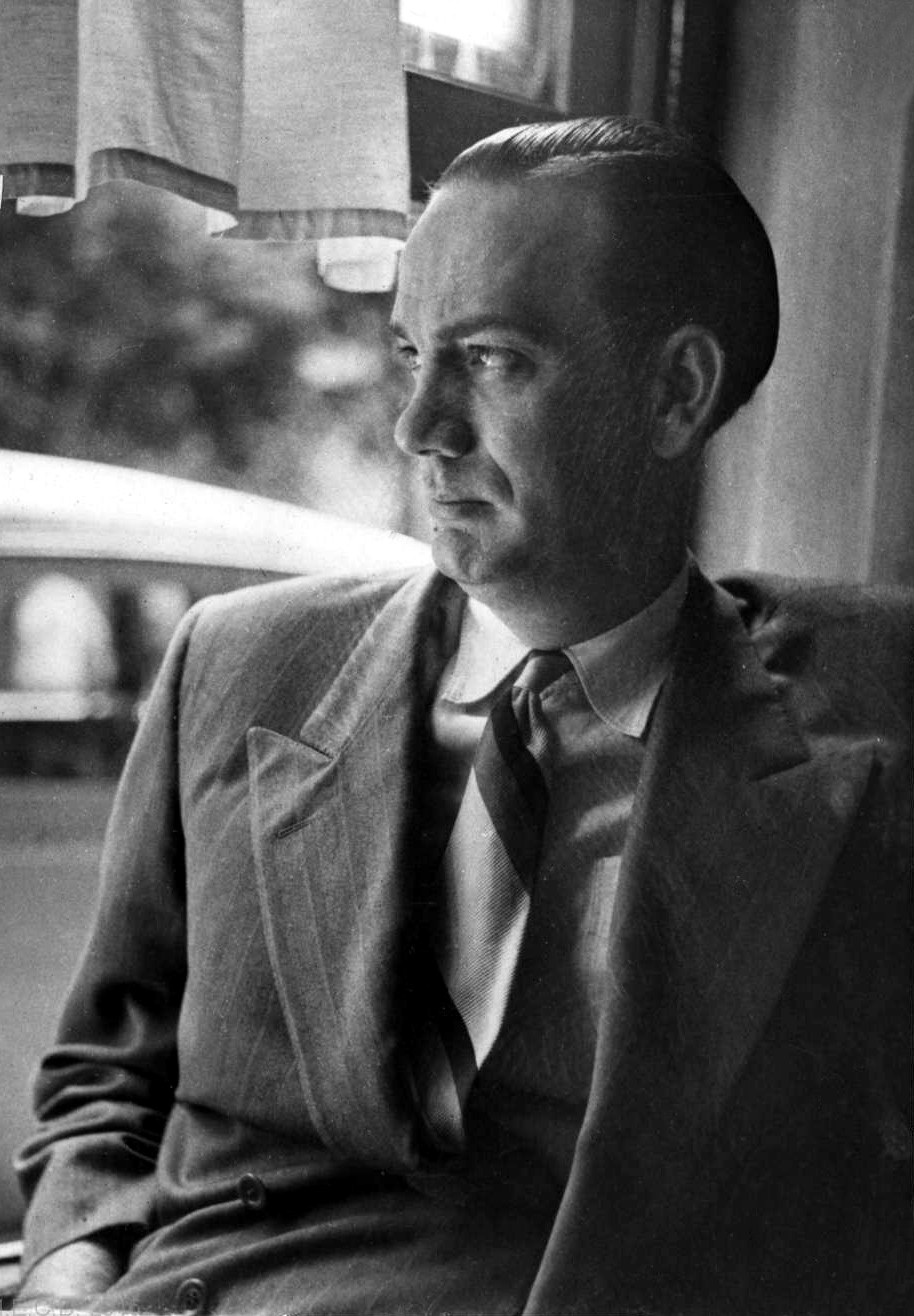
Camilo José Cela († 17. ledna)

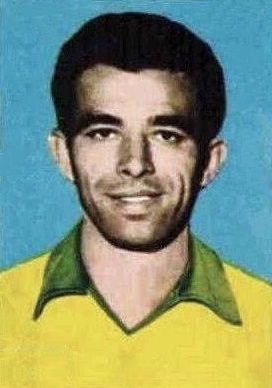
Vavá († 19. ledna)

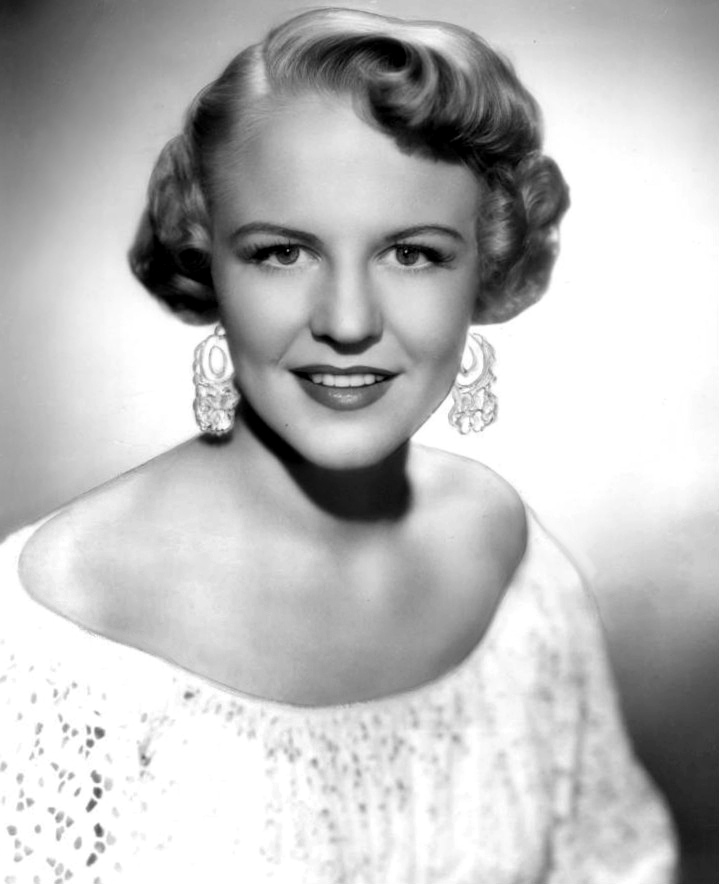
Peggy Lee († 21. ledna)

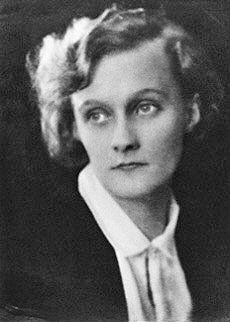
Astrid Lindgrenová († 28. ledna)

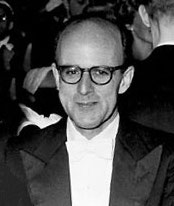
Max Perutz († 6. února)

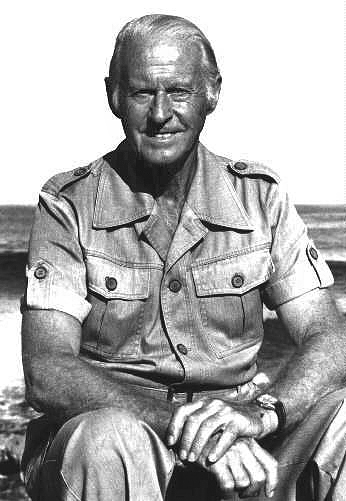
Thor Heyerdahl († 18. dubna)

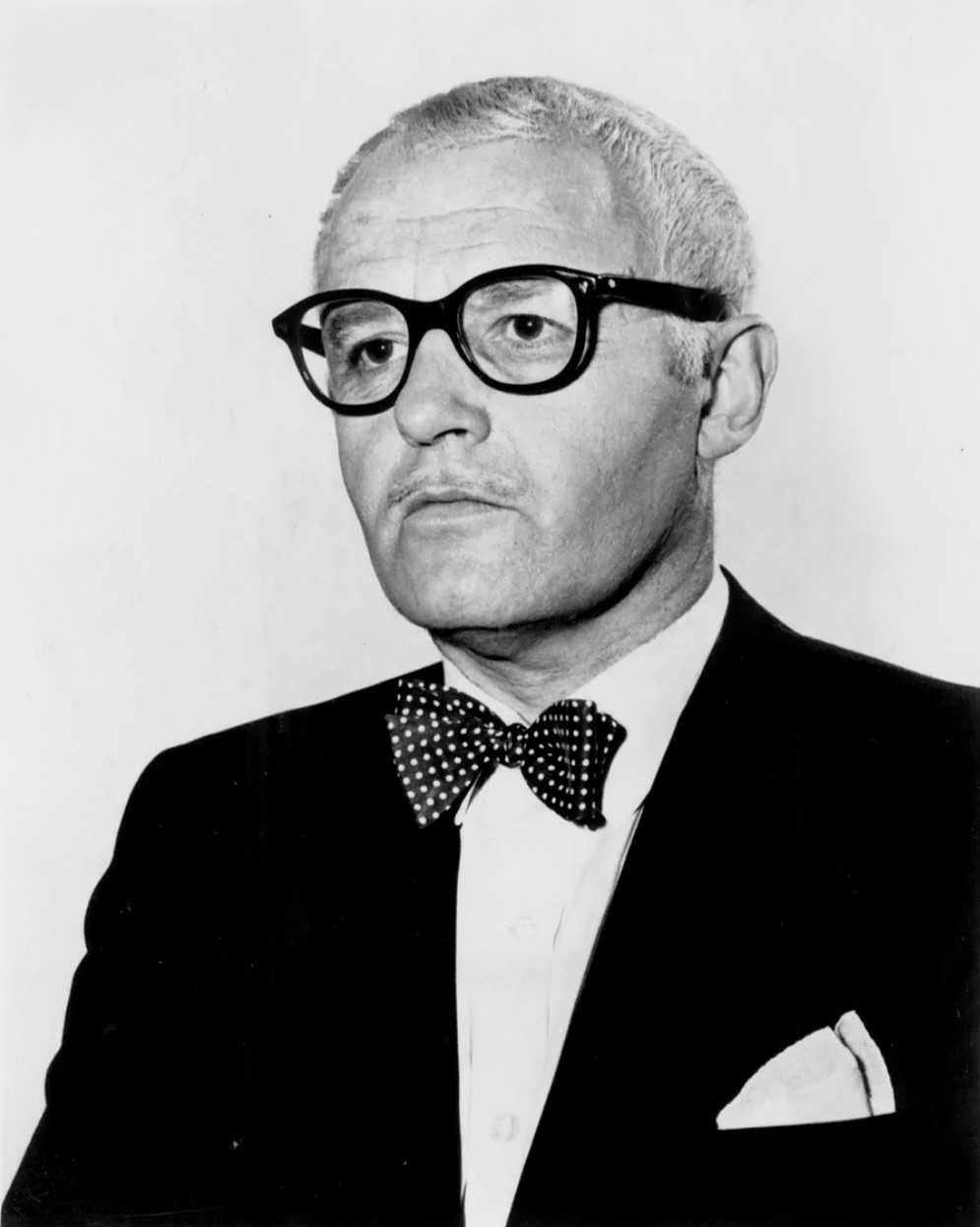
Rod Steiger († 9. července)

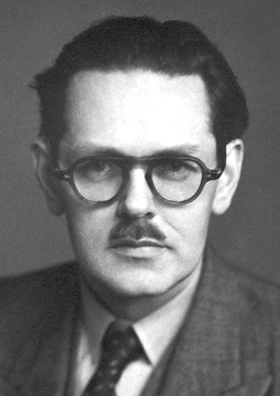
Archer J. P. Martin († 28. července)

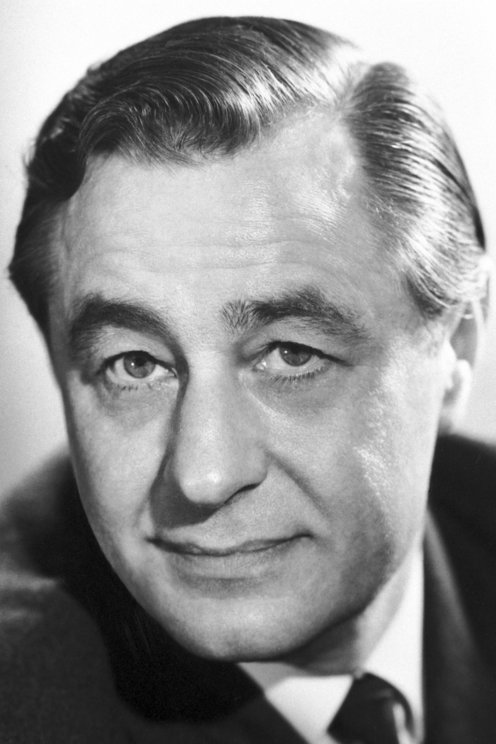
George Porter († 31. srpna)

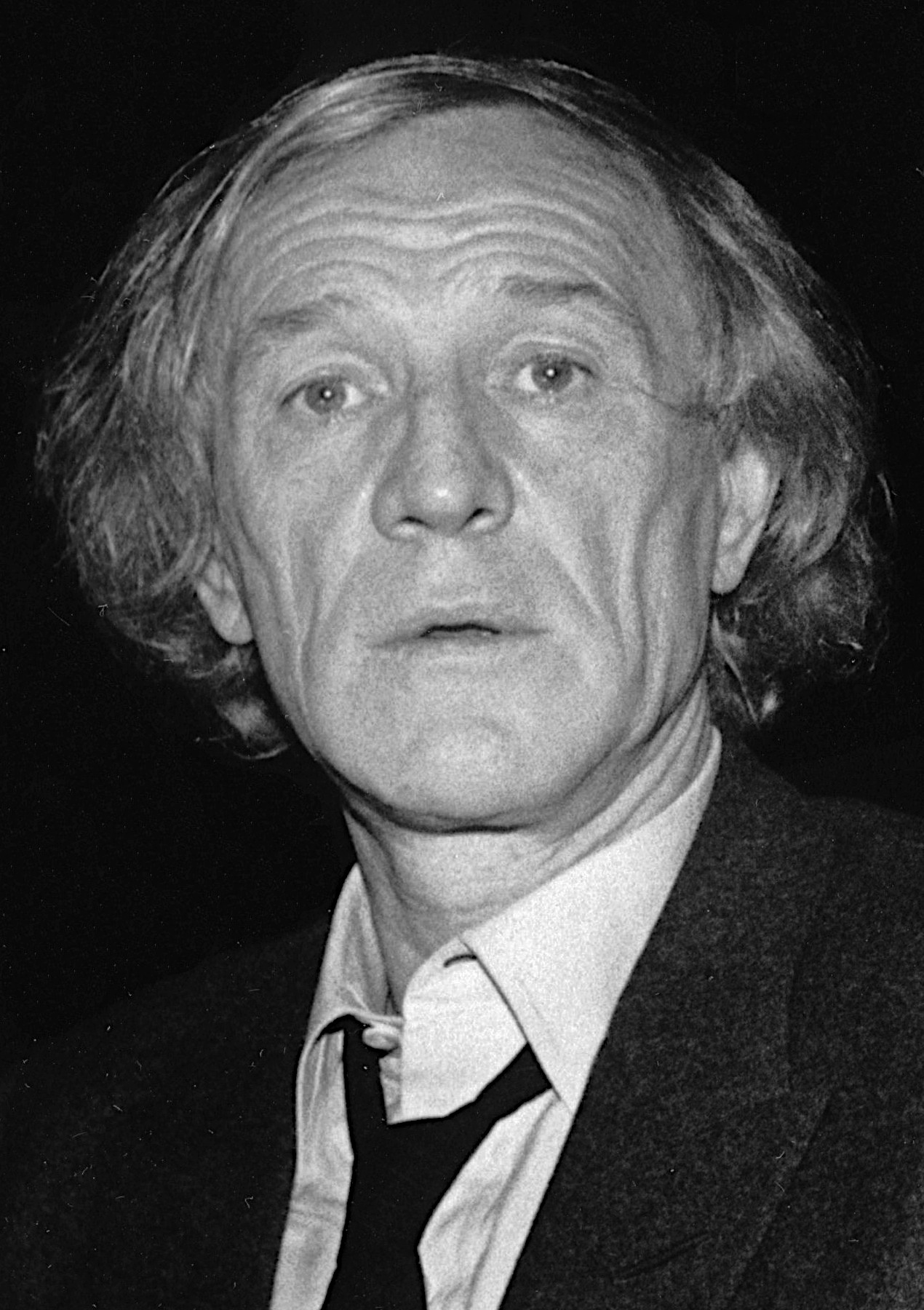
Richard Harris († 25. října)

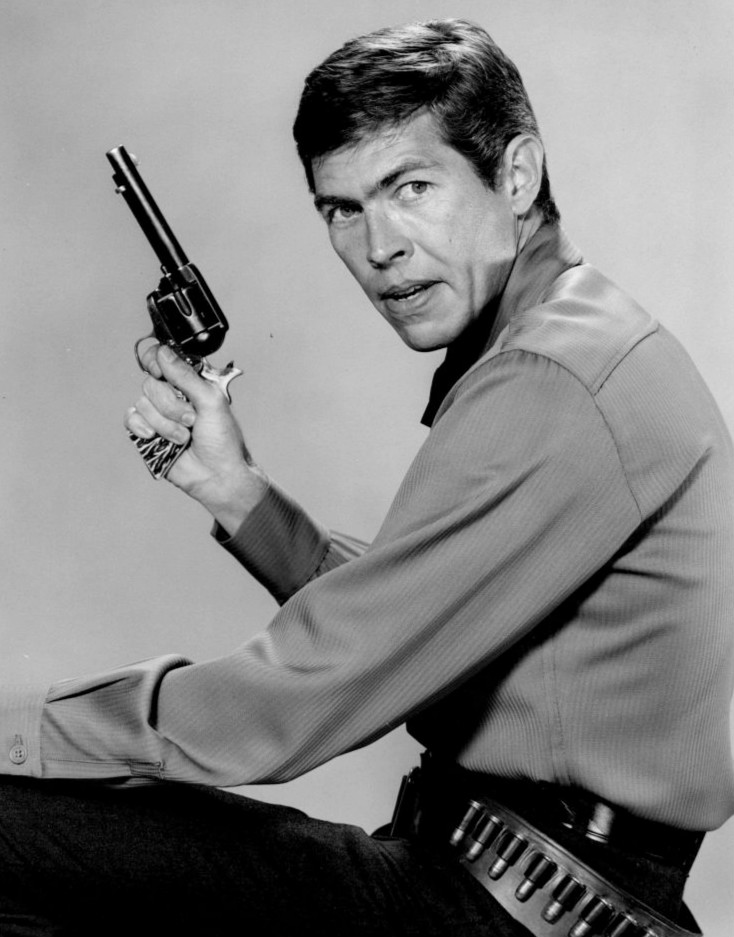
James Coburn († 18. listopadu)

- 07. ledna – Geoff Crossley, britský pilot Formule 1 (* 11. května 1921)
- 08. ledna
  - Alexandr Michajlovič Prochorov, sovětský fyzik (* 11. července 1916)
  - Glayde Whitney, americký a behaviorální genetik a psycholog (* 1939)
- 10. ledna – Rudolf Hribernik, slovinský generál, historik, politik (* 10. dubna 1921)
- 12. ledna – Cyrus Vance, americký politik a diplomat (* 27. března 1917)
- 14. ledna – Michael Young, britský sociolog a politik (* 9. srpna 1915)
- 17. ledna – Camilo José Cela, španělský spisovatel, nositel Nobelovy ceny (* 11. května 1916)
- 19. ledna – Vavá, brazilský fotbalista (* 12. listopadu 1934)
- 21. ledna – Peggy Lee, americká jazzová a popová zpěvačka (* 26. května 1920)
- 22. ledna
  - Eric de Maré, britský fotograf a spisovatel (* 10. září 1910)
  - Jack Shea, americký sportovec (* 7. září 1910)
  - Kenneth Armitage, britský sochař, malíř a grafik (* 18. července 1916)
- 23. ledna
  - Robert Nozick, americký filozof a politolog (* 16. listopadu 1938)
  - Pierre Bourdieu, francouzský sociolog a antropolog (* 1. srpna 1930)
- 28. ledna – Astrid Lindgrenová, švédská autorka knih pro děti (* 14. listopadu 1907)
- 30. ledna
  - Michal Greguš, slovenský matematik (* 22. prosince 1926)
  - Inge Morath, rakouská fotografka (* 27. března 1923)
- 06. února – Max Perutz, britský molekulární biolog, nositel Nobelovy ceny (* 19. května 1914)
- 08. února – Zizinho, brazilský fotbalista (* 14. října 1922)
- 09. února – Margaret, hraběnka Snowdon, mladší sestra královny Alžběty II. (* 21. srpna 1930)
- 10. února – Dave Van Ronk, americký folk bluesový zpěvák (* 30. června 1936)
- 14. února – Nándor Hidegkuti, maďarský fotbalista (* 3. března 1922)
- 22. února – Jonas Savimbi, vůdce opozičního hnutí UNITA v Angole (* 3. srpna 1934)
- 24. února – Leo Ornstein, americký klavírista a hudební skladatel (* 2. prosince 1893)
- 03. března – Harlan Howard, americký textař country (* 8. září 1927)
- 06. března – Richard Dell, novozélandský zoolog (* 11. července 1920)
- 08. března – Winnie Markus, německá filmová herečka (* 16. května 1921)
- 10. března – Shirley Scott, americká varhanice (* 14. března 1934)
- 11. března
  - Franjo Kuharić, záhřebský arcibiskup, kardinál (* 15. dubna 1919)
  - James Tobin, americký ekonom, nositel Nobelovy ceny (* 5. března 1918)
- 12. března
  - Peter Blau, americký sociolog (* 7. února 1918)
  - Louis-Marie Billé, francouzský kardinál (* 18. únor) 1938)
- 13. března – Hans-Georg Gadamer, německý filozof (* 11. února 1900)
- 17. března – Luise Rinserová, německá spisovatelka (* 30. dubna 1911)
- 19. března – John Patton, americký jazzový varhaník (* 12. července 1935)
- 23. března – Neal E. Miller, americký psycholog (* 3. srpna 1909)
- 27. března – Billy Wilder, americký filmový scenárista a režisér (* 22. června 1906)
- 30. března – Elizabeth Bowes-Lyon (královna Alžběta) neboli „Královna matka“ (* 4. srpen) 1900)
- 01. dubna – Simo Häyhä, finský voják a geniální odstřelovač (* 17. prosinec 1906)
- 05. dubna – Layne Staley, americký zpěvák a kytarista (* 22. srpen 1967)
- 06. dubna – Kevin Kelley, americký bubeník (* 25. března 1943)
- 07. dubna – John Agar, americký herec (* 31. ledna 1921)
- 11. dubna – Marion Dönhoffová, německá novinářka a šlechtična (* 2. prosince 1909)
- 18. dubna – Thor Heyerdahl, norský mořeplavec a dobrodruh (* 6. října 1914)
- 19. dubna – Reginald Rose, americký scenárista a spisovatel (* 10. prosince 1920)
- 22. dubna
  - Victor Weisskopf, americký fyzik (* 19. září 1908)
  - Linda Lovelace, americká pornoherečka (* 10. ledna 1949)
- 26. dubna – Gustáv Valach, slovenský herec (* 16. března 1921)
- 27. dubna – George Alec Effinger, americký spisovatel (* 10. ledna 1947)
- 30. dubna – Alexander Pituk, slovenský šachista (* 26. října 1933)
- 02. května – William Thomas Tutte, britský matematik a kryptolog (* 14. května 1917)
- 10. května – David Riesman, americký právník a sociolog (* 22. září 1909)
- 11. května – Joseph Bonanno, italsko-americký mafiánský boss (* 18. ledna 1905)
- 19. května – John Gorton, premiér Austrálie (* 9. září 1911)
- 20. května – Stephen Jay Gould, americký zoolog, paleontolog, evoluční biolog a historik vědy (* 10. září 1941)
- 21. května – Niki de Saint Phalle, francouzská malířka a sochařka (* 29. října 1930)
- 22. května
  - Alexandru Todea, rumunský kardinál (* 5. června 1912)
  - Fritz Hippler, německý filmový režisér (* 17. srpna 1909)
- 26. května – Mamo Wolde, etiopský olympijský vítěz v maratonu (* 12. června 1932)
- 30. května – John B. Keane, irský spisovatel (* 21. července 1928)
- 05. června – Dee Dee Ramone, americký baskytarista a skladatel (* 18. září 1952)
- 07. června
  - Mary Lilian Baels, manželka krále Leopolda III. Belgického (* 28. listopadu 1916)
  - Signe Hasso, švédská herečka, spisovatelka a skladatelka (* 15. srpna 1915)
- 08. června – Lino Tonti, italský motocyklový konstruktér (* 16. září 1920)
- 15. června – Čchö Hong-hui, generál jihokorejské armády, otec taekwonda (* 9. listopadu 1918)
- 17. června
  - Willie Davenport, americký atlet, olympijský vítěz v běhu na 110 metrů překážek (* 8. června 1943)
  - Fritz Walter, německý fotbalista (* 31. října 1920)
- 26. června – Philip Whalen, americký básník (* 20. října 1923)
- 27. června – John Entwistle, anglický baskytarista, textař, zpěvák a hráč na lesní roh (* 9. října 1944)
- 02. července – Ray Brown, americký jazzový kontrabasista a skladatel (* 13. října 1926)
- 03. července – Michel Henry, francouzský fenomenologický filozof a spisovatel (* 10. ledna 1922)
- 04. července – Laurent Schwartz, francouzský matematik (* 5. března 1915)
- 06. července – Antonio Ignacio Velasco García, arcibiskup Caracasu, kardinál (* 17. ledna 1929)
- 09. července – Rod Steiger, americký herec (* 14. dubna 1925)
- 13. července
  - Benny Peled, velitel Izraelského vojenského letectva (* ? 1928)
  - Yousuf Karsh, kanadský fotograf (* 23. prosince 1908)
- 16. července – John Cocke, americký informatik (* 30. května 1925)
- 17. července
  - Zora Kolínska, slovenská zpěvačka, herečka (* 27. července 1941)
  - Joseph Luns, nizozemský politik, generální tajemník NATO (* 28. srpna 1911)
- 18. července – Jan Tacina, sovětský herec (* 25. října 1909)
- 19. července – Alan Lomax, americký muzikolog a folklorista (* 31. ledna 1915)
- 23. července
  - William Luther Pierce, americký fyzik, spisovatel a aktivista (* 11. září 1933)
  - Chaim Potok, americký spisovatel a rabín (* 17. února 1929)
- 25. července – Johannes Joachim Degenhardt, německý arcibiskup Paderbornu a kardinál (* 31. ledna 1926)
- 28. července – Archer John Porter Martin, britský chemik, nositel Nobelovy ceny (* 1. března 1910)
- 06. srpna – Edsger Dijkstra, nizozemský vědec v oboru informatika (* 11. května 1930)
- 10. srpna – Kristen Nygaard, norský informatik (* 27. srpna 1926)
- 19. srpna – Eduardo Chillida, španělský sochař (* 10. ledna 1924)
- 25. srpna
  - Július Pántik, slovenský herec (* 15. ledna 1922)
  - Karolina Lanckorońska, polská vědkyně (* 11. srpna 1898)
- 26. srpna – Per Anger, švédský diplomat (* 7. listopadu 1913)
- 27. srpna – Jane Tilden, rakouská herečka (* 16. listopadu 1910)
- 31. srpna
  - Martin Kamen, americký chemik (* 27. srpna 1913)
  - Lionel Hampton, americký jazzový vibrafonista (* 20. dubna 1908)
  - George Porter, anglický chemik, nositel Nobelovy ceny (* 6. prosince 1920)
- 04. září – Jerome Biffle, americký olympijský vítěz ve skoku do dálky (* 20. března 1928)
- 07. září
  - Cyrinda Foxe, americká herečka a modelka (* 22. února 1952)
  - Uziel Gal, izraelský konstruktér samopalu Uzi (* 15. prosince 1923)
- 13. září – Alexandr Kazancev, populární ruský spisovatel sci-fi, scenárista a šachista (* 2. září 1906)
- 16. září – Phanxicô Xaviê Nguyễn Văn Thuận, vietnamský kněz a kardinál (* 17. dubna 1928)
- 18. září – Bob Hayes, americký sprinter, dvojnásobný olympijský vítěz (* 20. prosince 1942)
- 19. září – Robert Guéï, prezident Côte d'Ivoire (* 16. března 1941)
- 22. září
  - Aleksander Dubiński, polský turkolog a orientalista (* 22. května 1924)
  - Jan de Hartog, nizozemský spisovatel a dramatik (* 22. dubna 1914)
- 26. září – Zerach Warhaftig, izraelský politik (* 2. února 1906)
- 29. září – Mickey Newbury, americký zpěvák, skladatel a písničkář (* 19. května 1940)
- 03. října – Darryl DeLoach, americký rockový zpěvák a textař (* 12. září 1947)
- 06. října – Claus van Amsberg, nizozemský princ a manžel královny Beatrix (* 6. září 1926)
- 12. října – Ray Conniff, americký trombonista a zpěvák (* 6. listopadu 1916)
- 13. října – Stephen Ambrose, americký historik a spisovatel (* 10. ledna 1936)
- 22. října – Geraldine Apponyi, uherská princezna a albánská královna (* 6. srpna 1915)
- 24. října
  - Vladimír Ferko, slovenský spisovatel (* 10. srpna 1925)
  - Hernán Gaviria, kolumbijský fotbalista (* 27. listopadu 1969)
- 25. října
  - Richard Harris, irský herec, zpěvák, skladatel, režisér a spisovatel (* 1. října 1930)
  - René Thom, francouzský matematik a filozof (* 2. září 1923)
- 31. října – Anton Malloth, dozorce v Terezíně (* 13. února 1912)
- 01. listopadu
  - Jisra'el Amir, první velitel izraelského letectva (* 19. října 1903)
  - Ekrem Akurgal, turecký archeolog (* 3. března 1911)
- 03. listopadu – Lonnie Donegan, britský zpěvák, skladatel a hudebník (* 29. dubna 1931)
- 13. listopadu
  - Roland Hanna, americký jazzový klavírista a pedagog (* 10. února 1932)
  - Juan Alberto Schiaffino, uruguayský fotbalista (* 28. července 1925)
- 15. listopadu
  - André Clot, francouzský historik (* 9. listopadu 1909)
  - Son Ki-džong, korejský olympijský vítěz v maratonu z roku 1936 (* 29. srpna 1912)
- 17. listopadu – Abba Eban, ministr zahraničních věcí Izraele (* 2. února 1915)
- 18. listopadu – James Coburn, americký herec (* 31. srpna 1928)
- 20. listopadu – George Guest, velšský varhaník, sbormistr a pedagog (* 9. února 1924)
- 23. listopadu – Roberto Matta, chilský surrealistický malíř (* 11. listopadu 1911)
- 24. listopadu – John Rawls, americký politický filozof (* 21. února 1921)
- 25. listopadu – Karel Reisz, britský režisér českého původu (* 21. července 1926)
- 02. prosince
  - Mal Waldron, americký jazzový klavírista (* 16. srpna 1925)
  - Ivan Illich, rakouský filozof, teolog a sociální teoretik (* 4. září 1926)
- 11. prosince – Les Costello, americký kněz a hokejista (* 16. únor 1928)
- 12. prosince
  - Mykola Amosov, ukrajinský lékař, vynálezce a spisovatel (* 19. prosince 1913)
  - Brad Dexter, americký herec (* 9. dubna 1917)
- 29. prosince – Július Satinský, slovenský herec, komik, dramatik a spisovatel (* 20. srpna 1941)

## Hlavy států
- Česko – prezident Václav Havel (1993–2003)
- Francie – prezident Jacques Chirac (1995–2007)
- Maďarsko – prezident Ferenc Mádl (2000–2005)
- Německo – prezident Johannes Rau (1999–2004)
- Polsko – prezident Aleksander Kwaśniewski (1995–2005)
- Rakousko – prezident Thomas Klestil (1992–2004)
- Rusko – prezident Vladimir Putin (1999–2008)
- Slovensko – prezident Rudolf Schuster (1999–2004)
- Spojené království – královna Alžběta II. (1952–2022)
- Spojené státy americké – prezident George W. Bush (2001–2009)
- Ukrajina – prezident Leonid Kučma (1994–2005)
- Vatikán – papež Jan Pavel II. (1978–2005)